# Nederlands metriek stelsel
Het Nederlands metriek stelsel is een in 1816 in Nederland ingevoerde variant van het metrisch stelsel, waarbij benamingen als meter, liter enz. waren vervangen door Nederlandse benamingen, veelal afgeleid van niet-metrieke maten uit de jaren van het ancien régime van voor 1795. In 1809 had koning Lodewijk Napoleon al een voorbereidende wet uitgevaardigd die in grote lijnen met het uiteindelijke Nederlands metriek stelsel overeenkwam.
In 1870 werd het Nederlands metriek stelsel afgeschaft en werden de internationale namen officieel. Enkele oude benamingen bleven lange tijd toegestaan, tot de IJkwet van 1937 ze verbood. In het dagelijks spraakgebruik leven enkele van deze namen nog voort, zoals het ons en de bunder.

## Voorbeelden

### Lengtematen
1 Nederlandse mijl = 1000 meter
1 Nederlandse roede = 10 meter
1 Nederlandse el = 1 meter
1 Nederlandse palm = 0,1 meter of 1 decimeter
1 Nederlandse duim = 0,01 meter (centimeter)
1 Nederlandse streep = 0,001 meter of 1 millimeter

### Oppervlaktematen
1 Nederlandse bunder = 10 000 vierkante meter (hectare)

### Inhoudsmaten
1 Nederlandse cubieke el (voor brandhout: 1 wisse; voor scheepsladingen: 1 ton) = 1 kubieke meter
1 Nederlands last = 30 Nederlandse mud = 3 kubieke meter (voor droge waren)
1 Nederlands mud = 0,1 kubieke meter, 100 liter (voor droge waren)
1 Nederlands schepel = 0,01 kubieke meter, tien liter (voor droge waren)
1 Nederlandse kop = 0,001 kubieke meter (een liter) (voor droge waren)
1 Nederlands maatje = 0,0001 kubieke meter (voor droge waren)
1 Nederlands vat = 0,1 kubieke meter, 100 liter (voor vloeistoffen)
1 Nederlandse kan = 0,001 kubieke meter (een liter) (voor vloeistoffen)
1 Nederlands maatje = 0,0001 kubieke meter, 100 mL (voor vloeistoffen)
1 Nederlandse vingerhoed = 0,00001 kubieke meter, 10 mL (voor vloeistoffen)

### Gewichten
1 Nederlands pond = 1 kilogram (in het huidige spraakgebruik is een pond echter 0,5 kilogram)
1 Nederlands ons = 100 gram
1 Nederlands lood = 10 gram
1 Nederlands wichtje = 1 gram
1 Nederlandse korrel of grein = 0,1 gram
1 Nederlandse aas = 0,001 gram, 1 mg